# 干河雲南鰍
干河云南鳅（学名：Yunnanilus ganheensis）为輻鰭魚綱鲤形目條鳅科云南鳅属的其中一種，分布於中國雲南省尋甸回族彝族自治縣淡水流域，體長可達4.4公分，棲息在溪流底層水域，生活習性不明

## 扩展阅读
維基物種上的相關：干河云南鳅